# Good Life Recordings
Good Life Recordings är ett belgiskt skivbolag bildat 1996. Bolaget har sitt säte i Kortrijk och är inriktat på hardcoremusik. Bland banden som bolaget utgivit finns bland andra As Friends Rust, Breach och Catharsis.

### Fotnoter
1. ↑  ”Good Life Recordings”. Discogs.com. http://www.discogs.com/label/Good+Life+Recordings. Läst 27 januari 2012.